# Baron Gifford

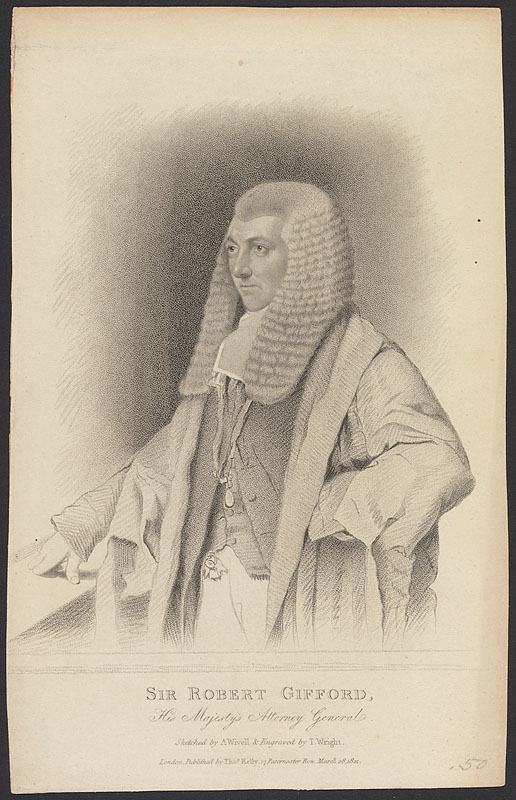
Robert Gifford, 1. Baron Gifford

Baron Gifford (ˈdʒɪfəd), of St. Leonard in the County of Devon, ist ein erblicher britischer Adelstitel in der Peerage of the United Kingdom.

## Verleihung
Der Titel wurde am 30. Januar 1824 an den Chief Justice des Court of Common Pleas Sir Robert Gifford verliehen, der später das Amt des Master of the Rolls ausübte. Sein Enkel, Edric Frederick Gifford war Soldat und Angestellter in der Kolonialverwaltung. Ihm wurde 1874 das Victoria Cross verliehen. Nach seinem Tod ging der Titel zunächst auf seinen jüngeren Bruder Edgar und dann auf den gemeinsamen Neffen Charles über. Seit 1961 hält der aktuelle Baron Anthony Gifford den Titel.

## Wappen
Im Zentrum des Wappens der Barone Gifford findet sich der Wappenschild, auf dem auf blauem Grund ein goldener Sparren umgeben von drei goldenen Steigbügeln abgebildet ist. Umrahmt wird der Wappenschild von einer silbernen, auf der Innenseite gezackten, perlenbesetzten Bordüre. Das Oberwappen besteht aus dem Kopf eines Panthers, der von zwei Eichenzweigen eingerahmt ist. Als Schildhalter fungiert rechts ein Brauner auf dessen Schulter ein Fallgatter abgebildet ist. Links wird der Schild von einem silbernen Greyhound gehalten, auf dessen Körper sich drei Hermeline befinden. Auf der Unterseite wird das Wappen mit dem Wahlspruch der Familie abgeschlossen. Er lautet Non sine numine (Nicht ohne Gottes Hilfe).

## Liste der Barone Gifford (1824)
- Robert Gifford, 1. Baron Gifford (1779–1826)
- Robert Gifford, 2. Baron Gifford (1817–1872)
- Edric Gifford, 3. Baron Gifford (1849–1911)
- Edgar Gifford, 4. Baron Gifford (1857–1937)
- Charles Gifford, 5. Baron Gifford (1899–1961)
- Anthony Gifford, 6. Baron Gifford (* 1940)

Titelerbe (Heir apparent) ist der Sohn des jetzigen Barons, Hon. Thomas Gifford (* 1967).